# Galium ceratopodum
Galium ceratopodum är en måreväxtart som beskrevs av Pierre Edmond Boissier. Galium ceratopodum ingår i släktet måror, och familjen måreväxter. Inga underarter finns listade i Catalogue of Life.